# Stoeba syrmatitus
Stoeba syrmatitus är en svampdjursart som först beskrevs av De Laubenfels 1930.  Stoeba syrmatitus ingår i släktet Stoeba och familjen Pachastrellidae.
Artens utbredningsområde är Kalifornien. Inga underarter finns listade i Catalogue of Life.